# Lev Diomin
Lev Stepánovich Diomin (en ruso: Лев Степа́нович Дёмин; Moscú, 11 de enero de 1926-18 de diciembre de 1998). Fue un cosmonauta soviético, ingeniero de vuelo de la Soyuz 15.

## Biografía
Nacido en Moscú el 11 de enero de 1926, trabajó en una planta de máquinas del bórax como tornero en 1942. En 1945 terminó la escuela especial de la Fuerza Aérea Soviética y entró en la escuela de vuelo. Antes de terminar la escuela, sirvió al Ejército Soviético.
Entre 1951 y 1956 se graduó de la Academia de Ingeniería de la Fuerza Aérea, Monino, Óblast de Moscú, En 1963 obtuvo el doctorado en ingeniería de la Academia de Ingeniería de la Fuerza Aérea Soviética y el rango de coronel de la Fuerza Aérea. En ese mismo año, el 1 de agosto de 1963 fue seleccionado para  el entrenamiento básico de cosmonautas. Pasó un curso completo de preparación para los vuelos a bordo de las naves del tipo de "Vosjod" y "Soyuz". Fue incluido en la tripulación de reserva del "Vosjod 3", cuyo vuelo fue cancelado. En la década de 1970 se preparó para los vuelos a bordo la estación orbital militar "Almaz". En julio de 1974 entró en la tripulación de reserva del "Soyuz 14".
Del 26 al 28 de agosto de 1974 junto con Gennadi Vasilevich Sarafanov (del ruso: Геннадий Васильевич Сарафанов), terminó las horas de vuelo en el espacio como ingeniero de vuelo de la nave espacial "Soyuz 15". Trabajó en el programa del vuelo a bordo de la estación orbital del "Salyut 3"; sin embargo, no pudieron acoplarse porque la electrónica del sistema de acoplamiento Igla funcionó mal. Sin combustible suficiente para prolongar los intentos de acoplamiento manual, la misión tuvo que ser abandonada. Los cosmonautas apagaron todos los sistemas no esenciales de la Soyuz y esperaron hasta el día siguiente para el reingreso , que tuvo lugar el 28 de agosto de 1974. Estuvo en el espacio 2 días y 12 minutos. Permaneció en el programa hasta que lo abandonó en 1982 para dedicarse a la investigación en aguas profundas.
Diomin murió de cáncer en Zvyozdny Gorodok el 18 de diciembre de 1998.

## Premios y reconocimientos
Héroe de la Unión Soviética (decreto del Sóviet Supremo de la URSS con fecha del 2 de septiembre de 1974). Se le recompensó con la Orden de Lenin, la Orden de la Bandera Roja del Trabajo, con las medallas y las órdenes extranjeras. Ciudadano honorable de las ciudades de Magadán, Kaluga, Gagarin (óblast de Smolensk), Tambov (Rusia), Tselinograd (Kazajistán).